# Akysis varius
Akysis varius es una especie de pez de la familia Akysidae en el orden de los Siluriformes.

## Morfología
• Los machos pueden llegar alcanzar los 4 cm de longitud total.
- Número de  vértebras: 31-33.[1][2]

## Alimentación
Come zoo plancton.

## Hábitat
Se esconde en la vegetación en descomposición de los cauces fluviales.

## Distribución geográfica
Se encuentran en Asia: cuenca del río Mekong.